# Dehaasia acuminata
Espèce
Statut de conservation UICN

 CR A1c+2c, B1+2c : 
En danger critique
Dehaasia acuminata est une espèce de plantes à fleurs de la famille des Lauraceae.

## Publication originale
- Mededeelingen uit 's Lands Plantentuin 68: 207. 1904.